# Austrian Football League 2018
Die Austrian Football League 2018 ist die 34. Spielzeit der höchsten österreichischen Spielklasse der Männer im American Football. Sie begann am 17. März 2018 und endete am 21. Juli 2018 mit der Austrian Bowl XXXIV.

## Modus
Der Modus bleibt im Vergleich zum Vorjahr gleich, nachdem die Cineplexx Blue Devils als Letztplatzierter der letzten Saison aus der Liga absteigen und die Bratislava Monarchs als Gewinner der Division I aufsteigen. Damit besteht die Liga nach 2016 wieder aus Teams aus drei Nationen. Jedes Team tritt gegen drei Teams in einem Heim- und einem Auswärtsspiel an. Gegen die übrigen vier Gegner findet nur ein Spiel statt, so dass jede Mannschaft im Grunddurchgang zehn Spiele absolviert. Die vier Gegner, gegen die nur einmal gespielt wird, sind für jedes Team verschieden.
Die Teams auf den Plätzen 3 bis 6 qualifizieren sich für die Wild Card Runde. Die Sieger aus dieser Runde sowie die besten beiden Teams des Grunddurchgangs spielen die Playoffs. Dessen Sieger spielen in der Austrian Bowl XXXIV um den österreichischen Staatsmeistertitel.

## Teams
- Swarco Raiders Tirol (Innsbruck)
- Dacia Vienna Vikings (Wien)
- Danube Dragons (Wien)
- Graz Giants (Graz)
- Ljubljana Silverhawks (Ljubljana)
- AFC Rangers Mödling (Mödling / Wr. Neudorf)
- Steelsharks Traun (Traun)
- Bratislava Monarchs (Bratislava)

## Grunddurchgang

### Tabelle
| AFL 2018 |                       |    |   |   |   |       |      |      |      |
|          | Team                  | Sp | S | U | N | Pct   | P35+ | P35− | Diff |
| 1        | Swarco Raiders Tirol  | 10 | 8 | 0 | 2 | 0,800 | 475  | 209  | +266 |
| 2        | Dacia Vienna Vikings  | 10 | 8 | 0 | 2 | 0,800 | 397  | 234  | +163 |
| 3        | Graz Giants           | 10 | 6 | 0 | 4 | 0,600 | 312  | 240  | 0+72 |
| 4        | Danube Dragons        | 10 | 6 | 0 | 4 | 0,600 | 291  | 280  | 0+11 |
| 5        | AFC Rangers Mödling   | 10 | 5 | 0 | 5 | 0,500 | 323  | 340  | 0−17 |
| 6        | Ljubljana Silverhawks | 10 | 5 | 0 | 5 | 0,500 | 298  | 362  | 0−64 |
| 7        | Steelsharks Traun     | 10 | 1 | 0 | 9 | 0,100 | 302  | 483  | −181 |
| 8        | Bratislava Monarchs   | 10 | 1 | 0 | 9 | 0,100 | 172  | 422  | −250 |

Legende: Sp = Spiele, S = Siege, U = Unentschieden, N = Niederlagen, Pct = Winning Percentage,

P35+= erzielte Punkte (max. 35 mehr als gegnerische), P35− = zugelassene Punkte (max. 35 mehr als eigene), Diff = Differenz

Bei gleicher Pct zweier Teams zählt der direkte Vergleich

 Qualifikation fürs Halbfinale,
 Qualifikation für die Play-offs,
 Abstieg

Quelle:  AFL Tabelle 2018 auf archive.football.at

### Spielplan
| Datum     | Kickoff | Heim                  | Ergebnis | Auswärts              |
| --------- | ------- | --------------------- | -------- | --------------------- |
| Woche 1   |         |                       |          |                       |
| 14. April | 15:00   | Ljubljana Silverhawks | 33:63    | Dacia Vienna Vikings  |
| 14. April | 17:00   | Steelsharks Traun     | 40:56    | AFC Rangers Mödling   |
| 15. April | 14:00   | Bratislava Monarchs   | 7:24     | Graz Giants           |
| 24. Juni  | 16:00   | Danube Dragons        | 21:16    | Swarco Raiders Tirol  |
| Woche 2   |         |                       |          |                       |
| 24. März  | 15:00   | Swarco Raiders Tirol  | 65:6     | Bratislava Monarchs   |
| 25. März  | 15:00   | Dacia Vienna Vikings  | 68:14    | Steelsharks Traun     |
| 28. April | 15:00   | AFC Rangers Mödling   | 54:24    | Ljubljana Silverhawks |
| 29. April | 15:00   | Graz Giants           | 34:21    | Danube Dragons        |
| Woche 3   |         |                       |          |                       |
| 31. März  | 14:30   | Graz Giants           | 32:45    | Dacia Vienna Vikings  |
| 31. März  | 15:00   | AFC Rangers Mödling   | 14:49    | Swarco Raiders Tirol  |
| 31. März  | 17:00   | Steelsharks Traun     | 47:15    | Bratislava Monarchs   |
| 1. April  | 15:00   | Danube Dragons        | 23:12    | Ljubljana Silverhawks |
| Woche 4   |         |                       |          |                       |
| 7. April  | 15:00   | Swarco Raiders Tirol  | 41:14    | Graz Giants           |
| 7. April  | 15:00   | Ljubljana Silverhawks | 49:27    | Steelsharks Traun     |
| 8. April  | 14:00   | Bratislava Monarchs   | 14:49    | AFC Rangers Mödling   |
| 8. April  | 15:00   | Danube Dragons        | 7:42     | Dacia Vienna Vikings  |
| Woche 5   |         |                       |          |                       |
| 21. April | 15:00   | Ljubljana Silverhawks | 31:28    | Danube Dragons        |
| 21. April | 15:00   | AFC Rangers Mödling   | 36:34    | Graz Giants           |
| 22. April | 14:00   | Bratislava Monarchs   | 36:28    | Steelsharks Traun     |
| 22. April | 15:00   | Dacia Vienna Vikings  | 35:28    | Swarco Raiders Tirol  |
| Woche 6   |         |                       |          |                       |
| 5. Mai    | 15:00   | Graz Giants           | 35:27    | Ljubljana Silverhawks |
| 5. Mai    | 17:00   | Steelsharks Traun     | 40:70    | Swarco Raiders Tirol  |
| 6. Mai    | 15:00   | Dacia Vienna Vikings  | 25:20    | AFC Rangers Mödling   |
| 6. Mai    | 15:00   | Danube Dragons        | 30:27    | Bratislava Monarchs   |
| Woche 7   |         |                       |          |                       |
| 12. Mai   | 15:00   | Ljubljana Silverhawks | 42:20    | Bratislava Monarchs   |
| 12. Mai   | 15:00   | AFC Rangers Mödling   | 31:41    | Danube Dragons        |
| 12. Mai   | 17:00   | Steelsharks Traun     | 14:42    | Graz Giants           |
| 13. Mai   | 15:00   | Swarco Raiders Tirol  | 55:13    | Dacia Vienna Vikings  |
| Woche 8   |         |                       |          |                       |
| 26. Mai   | 15:00   | Graz Giants           | 47:28    | Steelsharks Traun     |
| 27. Mai   | 14:00   | Bratislava Monarchs   | 12:38    | Danube Dragons        |
| 27. Mai   | 15:00   | Dacia Vienna Vikings  | 21:24    | Ljubljana Silverhawks |
| 27. Mai   | 15:00   | Swarco Raiders Tirol  | 49:28    | AFC Rangers Mödling   |
| Woche 9   |         |                       |          |                       |
| 2. Juni   | 15:00   | Ljubljana Silverhawks | 17:55    | Swarco Raiders Tirol  |
| 3. Juni   | 14:00   | Bratislava Monarchs   | 7:64     | Dacia Vienna Vikings  |
| 3. Juni   | 15:00   | Danube Dragons        | 61:28    | Steelsharks Traun     |
| 3. Juni   | 15:00   | Graz Giants           | 36:0     | AFC Rangers Mödling   |
| Woche 10  |         |                       |          |                       |
| 16. Juni  | 15:00   | AFC Rangers Mödling   | 35:28    | Bratislava Monarchs   |
| 16. Juni  | 17:00   | Steelsharks Traun     | 36:39    | Ljubljana Silverhawks |
| 16. Juni  | 18:00   | Swarco Raiders Tirol  | 47:21    | Danube Dragons        |
| 17. Juni  | 15:00   | Dacia Vienna Vikings  | 21:14    | Graz Giants           |

Quelle: 

## Play-offs
|  | Wild Cards | Wild Cards            | Wild Cards |  |  | Playoffs | Playoffs             | Playoffs |  |   | Austrian Bowl        | Austrian Bowl        | Austrian Bowl |
|  |            |                       |            |  |  |          |                      |          |  |   |                      |                      |               |
|  |            |                       |            |  |  | 1        | Swarco Raiders Tirol | 49       |  |   |                      |                      |               |
|  | 4          | Danube Dragons        | 21         |  |  | 4        | Danube Dragons       | 21       |  |   |                      |                      |               |
|  | 5          | AFC Rangers Mödling   | 18         |  |  |          |                      |          |  | 1 | Swarco Raiders Tirol | 51                   |               |
|  |            |                       |            |  |  |          |                      |          |  |   | 2                    | Dacia Vienna Vikings | 48            |
|  |            |                       |            |  |  | 2        | Dacia Vienna Vikings | 35       |  |   |                      |                      |               |
|  | 3          | Graz Giants           | 28         |  |  | 3        | Graz Giants          | 21       |  |   |                      |                      |               |
|  | 6          | Ljubljana Silverhawks | 21         |  |  |          |                      |          |  |   |                      |                      |               |

### Austrian Bowl
Die Austrian Bowl wurde am 21. Juli in der NV Arena in St. Pölten ausgetragen. Vor 5.500 Zuschauern zeigten die beiden dominierenden Teams der Austrian Football League ein spannendes, punktereiches Spiel mit extrem vielen Führungswechseln.
Die Vikings zwangen die Raiders im ersten Drive zum einzigen Punt des Spiels, um kurz danach die ersten sieben Punkte des Spiels zu erzielen. Nach einem langen Drive glichen die Raiders zum Ende des ersten Viertels zum 7:7 aus. Mit 14 Punkten war das erste Vierte der Spielabschnitt mit den wenigsten Punkten. Ein Field Goal der Wiener beantworteten die Raiders mit einem Touchdown und gingen so zum ersten Mal in Führung. Diese bauten sie durch einen Interception-Touchdown von Vincent Müller auf 21:10 aus. Dies war zugleich die höchste Führung eines Teams im gesamten Spiel. Kurz vor der Pause konnten die Vikings durch einen Touchdown noch verkürzen.
In der zweiten Hälfte nutzten die Vikings den ersten Ballbesitz, um durch einen Touchdown von Bernhard Seikovits die Führung zurückzuerobern. Durch schnelle Touchdowns auf beiden Seiten wechselte die Führung weitere drei Mal im dritten Viertel, in dem Innsbruck zum Ende mit 34:31 vorne lag. Im letzten Spielabschnitt brachte zunächst Quarterback Garrett Safron die Vikings durch einen Lauf in Front. Im folgenden Spielzug gelang Vincent Müller ein Kickoff-Return-Touchdown und wiederum führten die Tiroler. Mitte des Viertels glichen die Vikings durch ein Field Goal zum 41:41 aus. Einen Touchdown durch Quarterback Sean Shelton auf Seiten der Raiders glichen die Vikings durch einen Pass auf Philipp Dubravec aus. Zwei Minuten vor Spielende stand es 48:48 mit Ballbesitz Innsbruck. Bei auslaufender Zeit kamen die Raiders bis zur 20-Yard-Linie, von wo aus Kicker Thomas Pichlmann das siegbringende Field Goal zum 51:48 erzielte.
|                                         |                                |  | Austrian Bowl XXXIV  |                           |                      |  |                                                    |
|                                         | St. Pölten 21. Juli 2018 19:00 |  | Swarco Raiders Tirol | \| \| 51 : 48 \| \| \| \| | Dacia Vienna Vikings |  | NV Arena Zuschauer: 5.500 Referee: Bojan Savicevic |
| (7:7, 14:10, 13:14, 17:17) Spielbericht | St. Pölten 21. Juli 2018 19:00 |  | Swarco Raiders Tirol |                           | Dacia Vienna Vikings |  | NV Arena Zuschauer: 5.500 Referee: Bojan Savicevic |
|                                         | 51 : 48                        |  |                      |                           |                      |  |                                                    |
|                                         |                                |  |                      |                           |                      |  |                                                    |

## Liga-MVPs
Im Vorfeld der Austrian Bowl XXXIV werden die Liga-MVPs für die Saison 2018 bekannt gegeben:
- Most Valuable Player des Jahres: Sean Shelton, (Quarterback, Swarco Raiders Tirol)
- Offensive Player des Jahres: Zachary Cavanaugh, (Quarterback, Ljubljana Silverhawks)
- Defensive Player des Jahres: Thomas Schnurrer, (Linebacker, Projekt Spielberg Graz Giants)
- Youngstar des Jahres: Jun Jie Gao, (Linebacker, Danube Dragons)
- Coach des Jahres: Stefan Pokorny, (Head Coach, Danube Dragons)